# Stiff Upper Lip (албум на Ей Си/Ди Си)
Stiff Upper Lip (от анг. Запазвам самообладание) е четиринадесетият издаден студиен албум на австралийската хардрок група Ей Си/Ди Си (AC/DC). Албумът излиза на пазара през февруари 2000 г. Записите са направени в канадското музикално студио The Warehouse Studio, намиращо се в град Ванкувър, провинция Британска Колумбия. Песните са мастерирани в Sterling Sound, град Ню Йорк, САЩ, като три от парчетата в албума са издадени и като отделни сингли: "Stiff Upper Lip", "Safe in New York City", и "Satellite Blues".
През 2005 г. албумът е преиздаден в Обединеното кралство като част от сериите AC/DC Remasters. Това е направено също и в САЩ, но през месец април 2007 г.
В Австралия е издадена още една версия на албума Stiff Upper Lip (Stiff Upper Lip Tour Edition) съдържаща записи от световното едноименно турне на групата през 2000 г. Този албум съдържа още и допълнителни песни, които не са включени в другия албум, някои парчета записани на живо по врема на концерта No Bull в Мадрид през 1996 г., както и клиповете на песните издадени като сингли.
На 14 юни 2001 г. Ей Си/Ди Си изнасят концерт на олимпийския стадион в град Мюнхен, който е записан и издаден под формата на DVD (Stiff Upper Lip Live).

## Списък на песните
1. "Stiff Upper Lip" – 3:35
2. Meltdown – 3:42
3. House of Jazz – 3:56
4. Hold Me Back – 3:59
5. Safe in New York City – 4:00
6. "Can't Stand Still" – 3:41
7. "Can't Stop Rock 'n' Roll" – 4:02
8. Satellite Blues – 3:47
9. Damned – 3:52
10. Come and Get It – 4:03
11. All Screwed Up – 4:36
12. Give It Up – 4:13

Всички песни са написани от Ангъс Йънг и Малкълм Йънг.

## Състав
- Брайън Джонсън – вокали
- Ангъс Йънг – соло китара
- Малкълм Йънг – ритъм китара, беквокали
- Клиф Уилямс – бас китара, беквокали
- Фил Ръд – барабани

- Продуцент – Джордж Йънг